# Fernleaf Butter Classic 1992
Fernleaf Butter Classic 1992 — жіночий тенісний турнір, що проходив на відкритих кортах з твердим покриттям Wellington Renouf Tennis Centre у Веллінгтоні (Нова Зеландія). Належав до турнірів 5-ї категорії в рамках Туру WTA 1992. Відбувсь уп'яте і востаннє і тривав з 3 до 9 лютого 1992 року. Несіяна Нелле ван Лоттум здобула титул в одиночному розряді й отримала 18 тис. доларів США.

## Фінальна частина

### Одиночний розряд
Нелле ван Лоттум —  Донна Фейбер 6–4, 6–0
- Для ван Лоттум це був єдиний титул в одиночному розряді за кар'єру.

### Парний розряд
Белінда Борнео /  Клер Вуд —  Джо-Анн Фолл /  Джулі Річардсон 6–0, 7–6(7–5)